# Guillaume François Antoine, Marquis de L'Hôpital
El Marquès de L'Hôpital o L'Hospital (de nom complet: Guillaume François Antoine Marquis de L'Hôpital, Marquis de Sainte-Mesme, Comte d'Entremont i Senyor d'Ouques-la-Chaise; París, 1661 - 2 de febrer de 1704) va ser un matemàtic francès dels segles xvii-xviii, conegut pel seu llibre de càlcul diferencial on explica el seu descobriment de la Regla de L'Hôpital, atribuït al seu nom, que s'empra per calcular el valor límit d'una fracció on numerador i denominador tendeixen a zero o tots dos tendeixen a infinit.

## Vida
L'Hôpital va néixer a París a França, en una rica família rica de nobles militars. El seu pare, Anne-Alexandre de l'Hôpital, era tinent general de l'exèrcit francès i la seva mare, Elisabeth Gobelin, era filla de Claude Gobelin, intendent general de l'armada i conseller d'Estat. De jove va ser capità d'artilleria, però va haver d'abandonar la carrera militar per la seva forta miopia i va canviar a les matemàtiques.
La seva gran afició per les matemàtiques va fer que, a París, es relacionés a partir de 1690 amb el cercle de Malebranche i els altres oratorians. Quan Johann Bernoulli arriba a París el 1691 i comença a donar classes als oratorians, L'Hôpital va quedar impressionat pels mètodes de càlcul de la curvatura de corbes arbitràries per mitjà de diferencials. Tant és així que li ofereix a Bernoulli un salari perquè li segueixi donant classes particulars a les seves propietats de Ouques.
A la darreria de 1692, Bernoulli torna a la seva Basilea natal i L'Hôpital li continua pagant una assignació per mantenir correspondència sobre els mètodes de càlcul diferencial.
El 1693 és nomenat membre de l'Acadèmie Royale de Sciences, de la qual va ser sots-president en dues ocasions. A partir de 1699 passarà a ser-ne membre honorari.
Es va casar amb Marie-Charlotte de Romilley de La Chesnelaye, matemàtica com ell, amb qui va tenir un fill i tres filles.
Entre els seus èxits van ser la determinació de la longitud d'arc de la gràfica logarítmica, una de les solucions al problema de la braquistòcrona, i el descobriment d'una singularitat punt d'inflexió en l'evoluta d'una corba plana, prop d'un punt d'inflexió; independentment a la feina d'altres matemàtics contemporanis, com Isaac Newton. Va morir a París.

## Obra
L'Hôpital va escriure dos llibres i alguns breus articles. No es conserven gaire manuscrits seus, ja que degut a la seva miopia no escrivia personalment sinó que dictava als seus secretaris que pagava amb la seva fortuna personal.

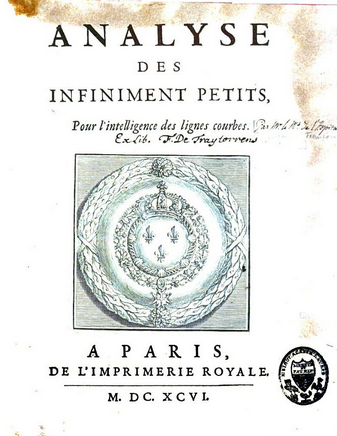
Portada de la primera edició (1696) de l'Analyse

### L'Analyse
El llibre pel que serà sempre recordat és l'Analyse des infinitement petits pour l'intelligence des lignes courbes, publicat anònimament a París el 1696; un text que no serà superat fins a la publicació de les Institutiones d'Euler el 1755.
És el primer llibre de text conegut sobre càlcul diferencial. El text inclou les classes del seu professor, Johann Bernoulli, on Bernoulli discuteix la indeterminació "0/0". Aquest és el mètode per resoldre aquestes indeterminacions a través de derivades successives que porta el seu nom.
El 1694, Bernoulli i l'Hôpital van acordar que l'Hôpital li pagaria tres-cents francs anuals perquè li transmetés els seus descobriments, que l'Hôpital descriuria al seu llibre. El 1704, després de la mort de l'Hôpital, Bernoulli va revelar l'existència del tracte, assegurant que la majoria dels descobriments que apareixien al llibre de l'Hôpital eren seus. El 1922 es van trobar documents que recolzaven la tesi de Bernoulli. La creença generalitzada que l'Hôpital va tractar d'aprofitar-se del descobriment de la regla que porta el seu nom ha resultat falsa. Va publicar el seu llibre anònimament, va agrair Bernoulli en la introducció per a l'ajuda, i mai no va dir ser el descobridor de la regla.
Però Johann Bernoulli es va molestar per la publicació d'un text que no hauria sigut res mes que les seves classes a L'Hôpital, però, certament, L'Hôpital rendeix homenatge a Bernoulli al prefaci dient:
| «                                                                   | (francès) Au reste je reconnois devoir beaucoup aux lumieres de Mrs. Bernoulli, sur tout à celles du jeune presentment Professeur a Groningue. Je mes suis servir sans façon de leurs découvertes et de celles de Mr. Leibniz. C'est pourquoy je consens qu'ils en revendiquent tout ce qu'il leur plaira, me contentant de ce qu'ils voudront bien me laisser.' | (català) Per la resta, reconec deure molt als ensenyaments dels senyors Bernoulli, sobre tot al jove, actualment professor a Groningen. He fet servir sense empatx els seus descobriments i els del senyor Leibniz. És per això que consento en que en reivindiquin tot el que vulguin, deixant-me a mi només tot allò que els plagui.' | » |
| — Marquis de L'Hôpital, Analyse - Preface (1696), pàgina ĉ ii verso | | |   |

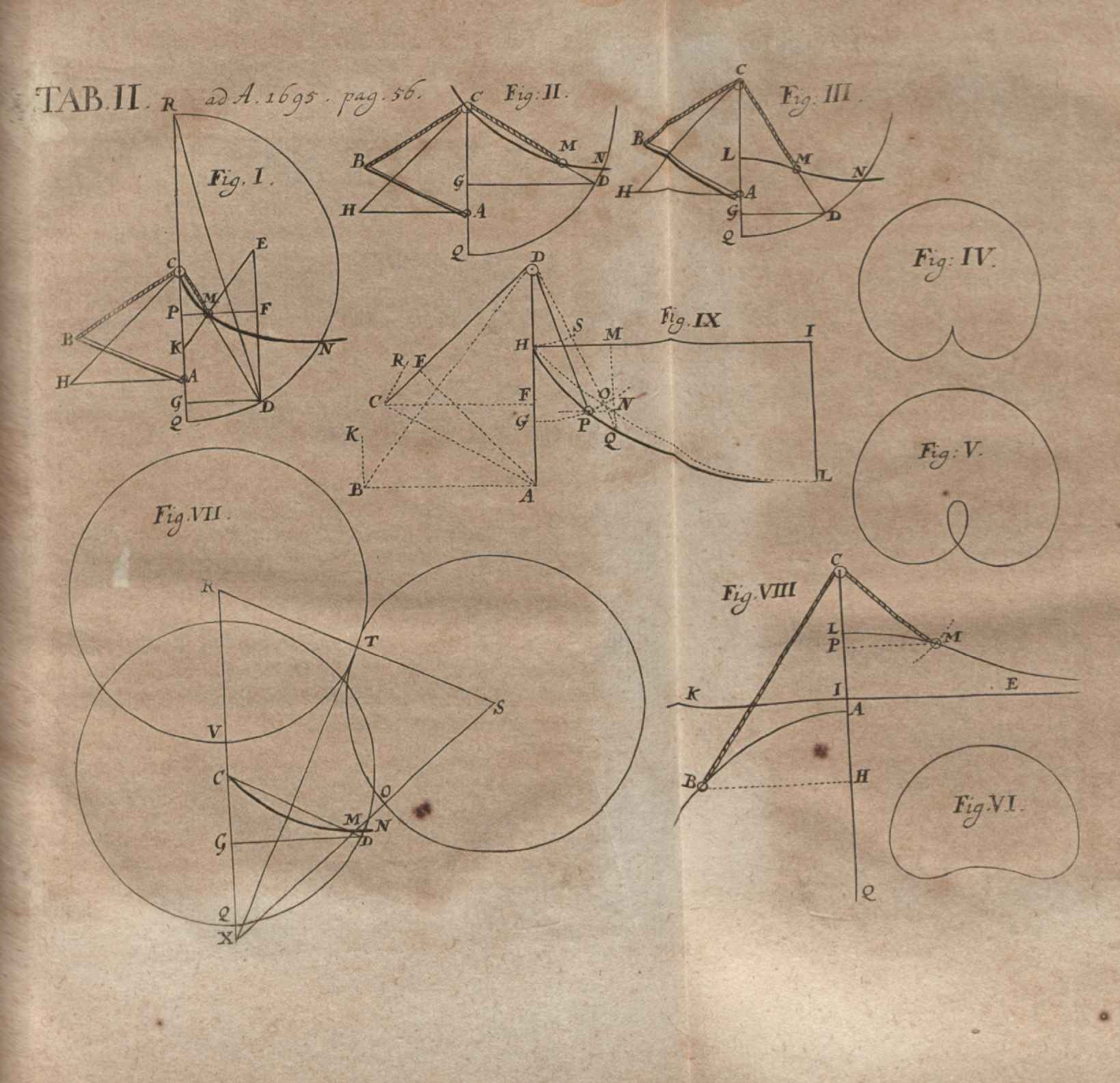
Illustració de Solutio problematis physico mathematici (Acta eruditorum, 1695)

Les publicacions de Leibniz i els primers articles dels Bernoulli, Jakob i Johann, no oferien un accés senzill a les noves idees del càlcul. Per això, el llibre de L'Hôpital es va convertir en el text estàndard per a introduir-se en aquests nous mètodes. Com tot bon llibre de text, l'Analyse comença amb les definicions (dues: variable i diferencial) i els axiomes (dos: {\displaystyle x=x+dx}, {\displaystyle y=y+dy} i que una corba pot ser considerada com l'emboetat d'infinites línies rectes infinitament petites).
A partir d'aquests principis, L'Hôpital explica la utilització dels diferencials en la geometria de les corbes: determinació de tangents, valors extrems, radis de curvatura, punts característics (màxims i mínims, punts d'inflexió, zeros, etc.). En aquest llibre és on s'explica per primera vegada la que avui coneixem com regla de L'Hôpital, que serveix per a calcular el límit d'un quocient quan tant el numerador com el denominador tendeixen a zero.

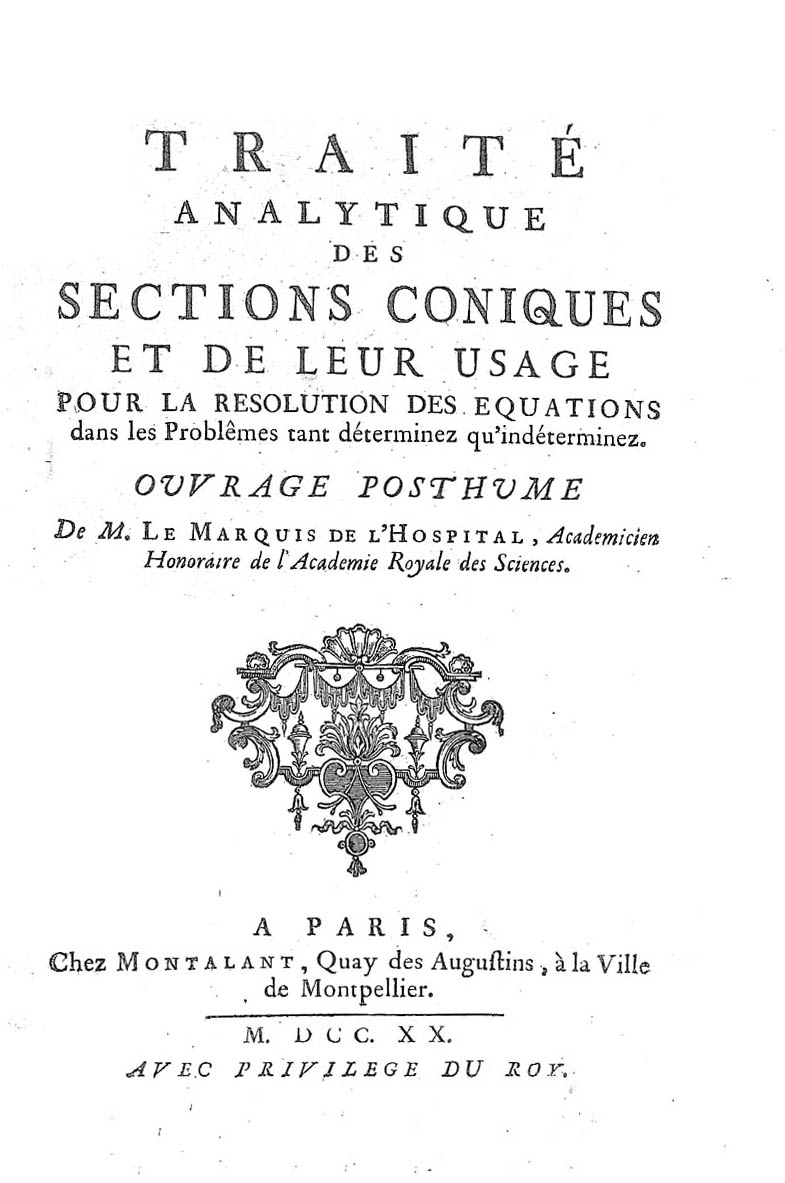
Traité analytique

### ElTraité
En morir, tenia pràcticament acabat un altre llibre: Traité analytique des sections coniques et de leur usage pour la résolution des équations dans les problèmes tant déterminés qu’indéterminés, que es va publicar el 1707 de forma pòstuma.